# Шахта імені О. Ф. Засядька
Ша́хта ім. О. Ф. Зася́дька — одна з історичних шахт Донбасу. Розташована в місті Донецьк, збудована за проєктом інституту «Південдіпрошахт», експлуатується з 1958 року, проєктна потужність 1200 тис. тонн вугілля на рік. Після розвідки запасів та об'єднання з шахтами ім. Ф. Кона й № 8 «Вєтка» встановлена проєктна потужність — 1500 тис. тонн вугілля на рік.

## Потужності
У грудні 1992 шахта ім. О. Ф. Засядька вийшла зі складу ВО «Донецьквугілля» і перейшла до фонду Держмайна України як орендне підприємство.
У 2003 видобуто 4 млн т вугілля. Має 6 вертикальних стволів. Роботи ведуться на горизонтах 529 м, 802 м, 1078 м та на максимальній глибині — 1270 м. Промислові запаси вугілля на 01.01.99 р. становили 97,4 млн тонн.
У 1999 шахта відпрацьовувала 5 пластів вугілля марки «Ж» потужністю 0,85 м до 2,0 м. Пласти небезпечні за газом, пилом й раптовими викидами вугілля та суфлярними виділеннями метану (причина крупної аварії 1999 р.). Абсолютний газовміст шахти 197 м³/хв., відносний — 99,2 м³/т.
Лави (5 шт.) обладнані механізованими комплексами 3МКД-90 та «Ґлінік». За 1998 р. видобуто 3175 тис. тонн вугілля зольністю 26 %. Середньодобовий видобуток 8850 т, добове навантаження на вибій — 1920 т. Транспортування гірничої маси від лав до скіпового ствола — конвеєрами. Обсяг прохідницьких робіт, на яких задіяні комбайни типу П-110, П-220, 4ПП-2М та ГПКС, породонавантажувальні машини ПНБ-3Д, МПК-3 та 1ППМ-5, становить 20 км виробок з середнім перетином 15 м² (1998 р.).
Вугілля збагачується на ЦЗФ «Київська», яка входить до складу орендного підприємства. Перспективний проєкт — відпрацювання 44 млн тонн запасів резервної дільниці «Кальміуський рудник» на глибині 1300—1500 м.
В січні 2023 року окупаційна влада закрила кілька шахт, які знаходяться на тимчасово підконтрольних їм територіях України. Серед них була і шахта імені Засядька.
У 2025 році стало відомо, що шахта імені Засядька працює у режимі водовідливу через часті затоплення.

## Аварії
На шахті був ряд великих аварій з людськими жертвами: у травні 1999 р., серпні 2001 р., червні 2002 р., вересні 2006 р., грудні 2007 р., січні 2015 р. Найбільшою аварією на шахті була велика катастрофа, що сталася 18 листопада 2007 року, о 03:11 ночі.
О 5-й ранку 4 березня 2015 через викид метану на шахті стався вибух. У момент аварії у шахті перебували 230 гірників, 33 з них загинули, 16 — поранені.

## Власник
Раніше входила в трест «Донецьквугілля». Трест належить до сфери впливу колишнього в. о. прем'єр-міністра України, народного депутата України від Партії регіонів Юхима Звягільського, який в 1979–1992 працював його директором, а тепер є почесним президентом тресту. Крім вугільного бізнесу, компанія є помітним учасником аграрного ринку. Дочірнє підприємство шахти «Агрофірма „Шахтар“» входить в п'ятірку найбільших свинарських холдингів України.

## Адреса
83054, Україна, м. Донецьк, пр. Засядька.
Названа на честь О.Засядька (1910—1963), державного діяча, міністра вуглепрому СРСР (з 1949).